# Samuel Fritz
Samuel Fritz (* 9. April 1654 in Trautenau, Böhmen, Habsburgermonarchie; † 20. März 1725 in Jéberos, Distrikt Jeberos, Provinz Maynas, Vizekönigreich Peru) war ein böhmischer Jesuitenmissionar, der als Erster den Amazonas nach eigener Anschauung kartographierte.

## Leben

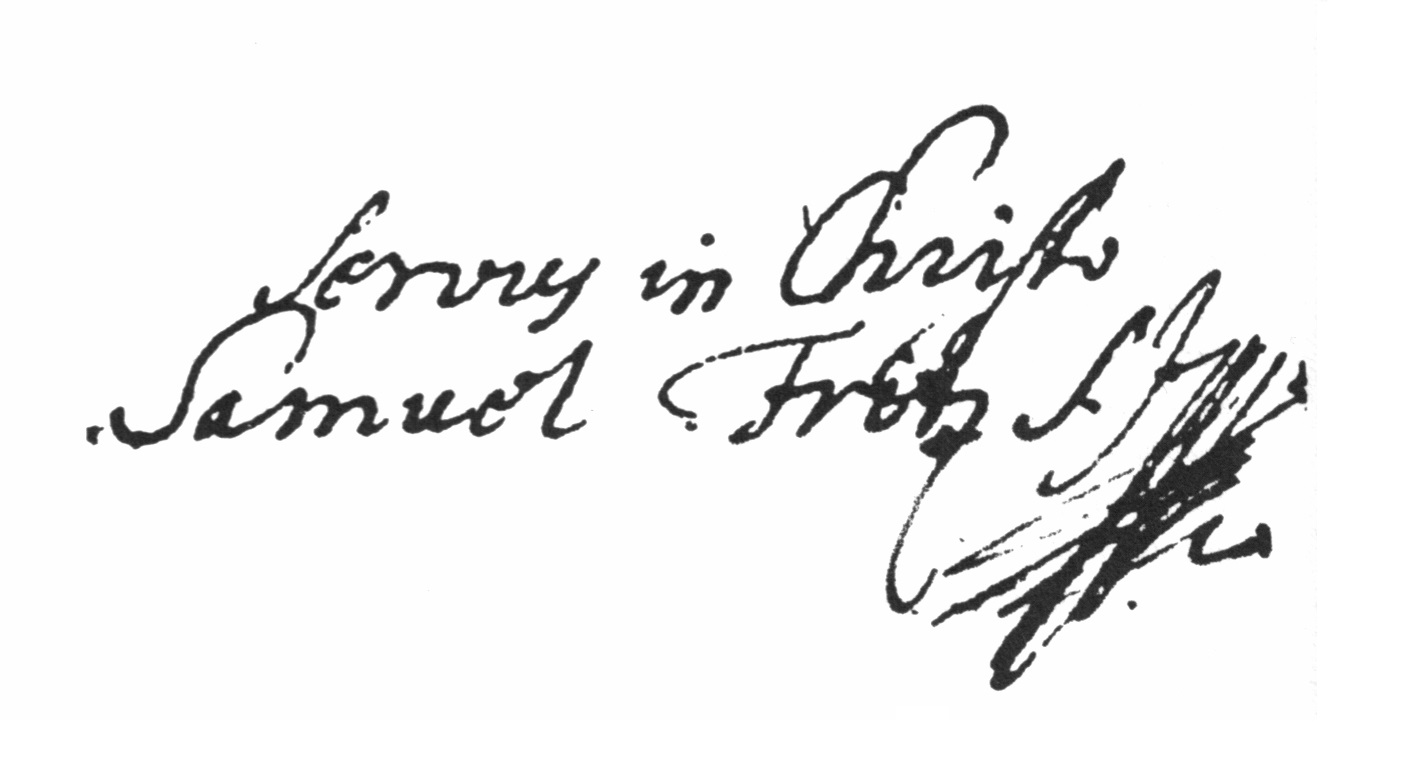
Signatur in einem Brief aus Sevilla (1684)

Samuel Fritz war 1673 in den Jesuitenorden eingetreten, absolvierte theologische und möglicherweise auch kartographische Studien und erwarb etwa 1680 an der Karls-Universität Prag den Magistergrad. Im Jahre 1683 bewarb er sich zweimal um eine Missionstätigkeit in Südamerika und hatte damit schließlich Erfolg. 1684 reiste er von Prag ab und erreichte über die Häfen Genua und Sevilla per Schiff die Stadt Cartagena de Indias an der südamerikanischen Karibikküste. Von dort aus gelangte er über Land nach Quito, wo er sich zwei Monate lang aufhielt. Dann überquerte er die Anden und traf schließlich in (Santiago de) La Laguna am Südufer des Rio Huallaga ein, wo sich der Sitz des Superiors des Ordens für die Maynas-Mission befand. 1686 entsandte der Superior ihn an den Amazonas mit der Aufgabe, die Region zwischen den Mündungen des Río Napo und des Río Negro, die von den Omagua besiedelt war, in die Maynas-Mission einzugliedern. Seinem böhmischen Landsmann und Ordensbruder Heinrich Wenzeslaus Richter, der wenige Wochen zuvor dieselbe Reise unternommen hatte, fiel die Region am Río Ucayali zu.
Fritz wählte San Joachim (San Joaquín de Omaguas) in der Nähe der Mündung des Rio Napo als Quartier und begann mit seiner Missionsarbeit. Er besuchte die Inseln auf der 700 Kilometer langen Strecke des Amazonas, die ihm als Arbeitsgebiet zugeteilt war, und bekehrte und taufte die dort lebenden Omagua. Damit war er nach eigenen Angaben in seinen Leistungsberichten sehr erfolgreich. Nach drei Jahren hatte er, wie er schrieb, alle Omagua-Siedlungen in seiner Obhut und hatte bereits begonnen, bei den benachbarten Yurimagua, Aizuares und Ibanoma zu missionieren, als er bei einem Aufenthalt in Nuestra Señora de las Nieves (heute Yurimaguas) 1689 krank wurde. Um Hilfe zu erhalten, fuhr er flussabwärts in portugiesisches Gebiet, weil er gehört hatte, dass sich dort ebenfalls jesuitische Missionare aufhielten. Ob diese Begründung schlüssig ist, ist in der Forschung diskutiert worden, denn es war ein gewagtes Unterfangen, bei der ungewissen Abgrenzung der Interessensphären zwischen Spanien und Portugal gerade in portugiesischem Gebiet ärztliche Hilfe zu suchen. Näher hätte es möglicherweise gelegen, auf spanischem Gebiet Heilung zu suchen; manche Autoren vermuten, dass bei dieser Entscheidung politische Gründe eine Rolle spielten und es womöglich ein „diplomatisches Missverständnis“ gab. Jedenfalls erreichte Fritz die Jesuitenresidenz in Belém do Pará, wurde aber dort von den Portugiesen eineinhalb Jahre lang festgehalten. Es wird angenommen, dass er in dieser Zeit seine berühmte handgezeichnete Landkarte des Amazonas anfertigte und vermutlich auch Berichte und Stellungnahmen schrieb.
In seinem Missionsgebiet wurden 38 (nach anderen Quellen 40) Indianersiedlungen, darunter sechs Städte, geschaffen, in denen die Indianer angesiedelt, zur Arbeit angelernt und zu einem christlichen Leben erzogen wurden. Der Maynasstaat umfasste in seiner Blütezeit 161 Ortschaften mit 100.000 Einwohnern. Davon erhielt sich bis auf den heutigen Tag die Stadt Yurimaguas am Unterlauf des Rio Huallaga in Peru. Ferner entstand die Stadt Taffé an der Mündung des Jurua. Pater Fritz bekehrte in der „grünen Hölle“ am Amazonas nicht weniger als 29 Indianerstämme zum Christentum, darunter die Omagua, die auf heute brasilianischem Gebiet leben.
Neben der religiösen Bekehrungsarbeit haben die Missionare aber auch den Indianern den Ackerbau beigebracht, ihnen gezeigt, wie man Reis, Maniok, Zuckerrohr, Kakao, Tabak und Süßkartoffeln pflanzt. Daneben wurden die Missionszöglinge in verschiedenen Handwerkszweigen ausgebildet, Gesang und Musik gepflegt.

## Werk
Von Fritz sind im Wesentlichen Texte in spanischer und lateinischer Sprache überliefert. Sein Tagebuch liegt in einer spanischen Abschrift vor, dasselbe gilt für zwei Memoranden an den Vizekönig in Lima. Die Legende seiner handgezeichneten Amazonaskarte sowie die zugehörigen Randbemerkungen sind ebenfalls in spanischer Sprache verfasst. Briefe, Berichte und Kataloge für seinen Orden waren wohl alle lateinischsprachig. Unter anderem fanden sich drei lateinische Briefe von Fritz an den Ordensgeneral im Archiv des Jesuitenordens in Rom. Bei den vorliegenden deutschsprachigen Texten handelt es sich um Übersetzungen.

### Amazonaskarte

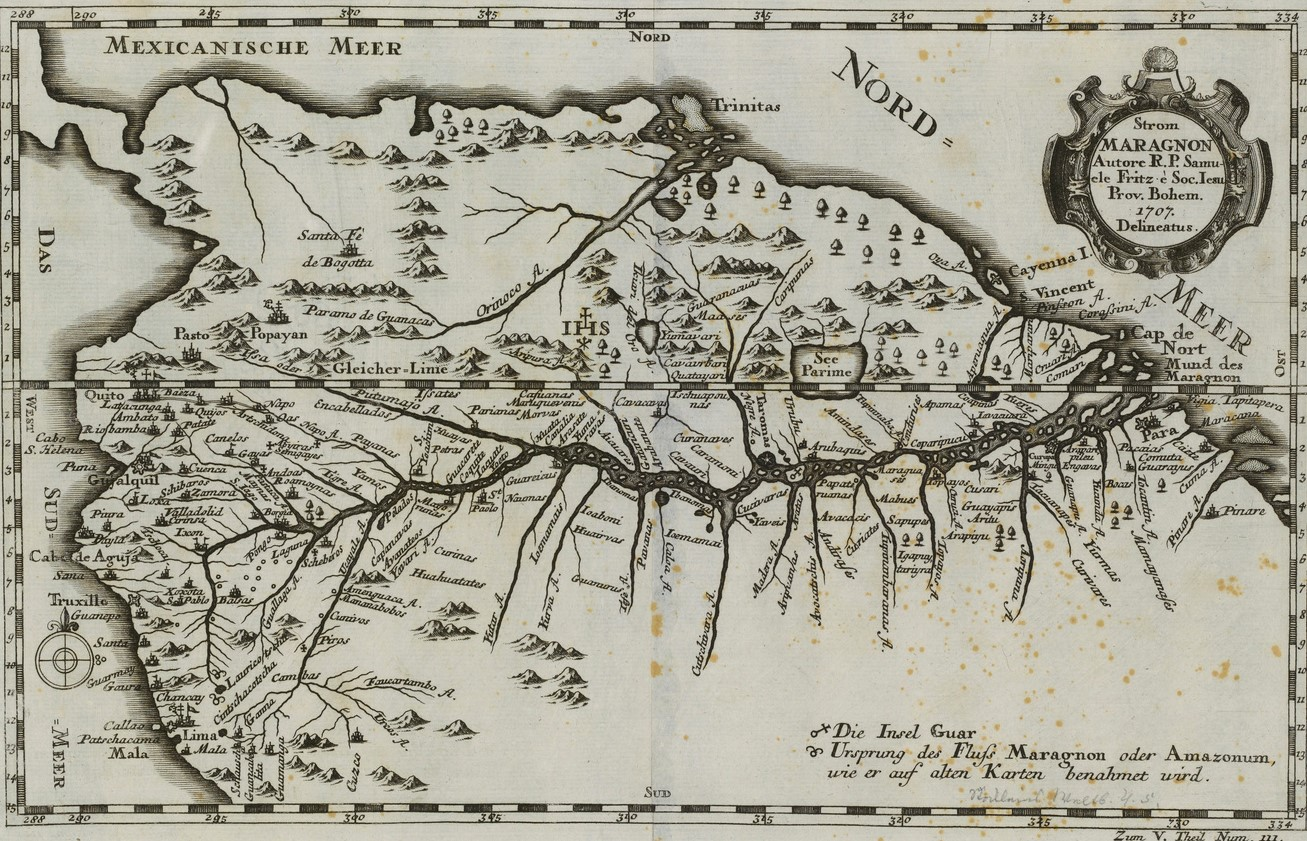
Karte in Neuer Welt-Bott, 1728

Die ausgedehnten Missionsfahrten auf dem Amazonas und dessen Nebenflüssen benutzte Pater Fritz dazu, um eine Karte des Ober- und Mittellaufes des Stromgebietes zu zeichnen. Bei einem 1688 durch eine schwere Malariaerkrankung erzwungenen Aufenthalt im Jesuitenkolleg in Belém do Pará konnte er dank der Vorarbeiten seines aus Konstanz stammenden Ordensbruders Pater Aloys Konrad Pfeil die kartographischen Arbeiten über den 5300 km langen Strom ergänzen. Auf dieser Karte ist zum ersten Male der Marañón als Hauptstrom verzeichnet. Die Karte wurde 1707 in Quito von einem Ordensbruder als Mappa Geografico del Rio Marañon hecha por el Padre Samuel Fritz de la Compañia de Jesus, Missionario em este mismo Rio Amazonas – El año 1691 gedruckt („Quitokarte“). Allerdings wies dieser Druck gegenüber dem handgezeichneten Original erhebliche Abweichungen auf. Das Original blieb in der Missionsstation La Laguna, wo es 1743 von einem französischen Reisenden gefunden und in die Pariser Nationalbibliothek gebracht wurde. Dort entdeckte Gabriel Marcel (1843–1909) die Originalkarte und ließ sie 1893 drucken. Trotzdem wurden in Fachliteratur und Nachschlagewerken die beiden Karten noch bis in die Mitte des 20. Jahrhunderts oft verwechselt.

### Tagebuch
Samuel Fritz hinterließ Aufzeichnungen über seine Reisen, die in Abschrift in einem Manuskriptkonvolut aus dem 18. Jahrhundert (wohl von 1738) überliefert sind, das Pablo Maroni zugeschrieben wird. Es wird unter dem Titel Noticias auténticas del famoso río Marañón geführt. Eine Teilabschrift existiert auch in Évora (Portugal). Marcos Jiménez de la Espada (1831–1898) gab die Noticias auténticas zwischen 1889 und 1892 in der Zeitschrift der Geographischen Gesellschaft von Madrid heraus. Übersetzungen der Handschrift wurden ins Portugiesische (O Diário do padre Samuel Fritz. Rio de Janeiro 1918) von Rodolfo Garcia (1873–1949) und ins Englische (Journal of the Travels and Labours of Father Samuel Fritz in the River of the Amazons between 1686 and 1723. London 1922) von George Edmundson (1848–1930) gefertigt. Eine deutsche Übersetzung nahmen Josef und Renée Gicklhorn 1943 vor. Eine unzuverlässige, allerdings bis in den Bildungsbereich hinein verbreitete Nacherzählung des Tagebuchs auf Deutsch, deren fiktionaler und unwissenschaftlicher Charakter vielfach nicht erkannt wurde, erschien seit den 1970er Jahren in zahlreichen Auflagen in der Edition Erdmann.

## Literatur

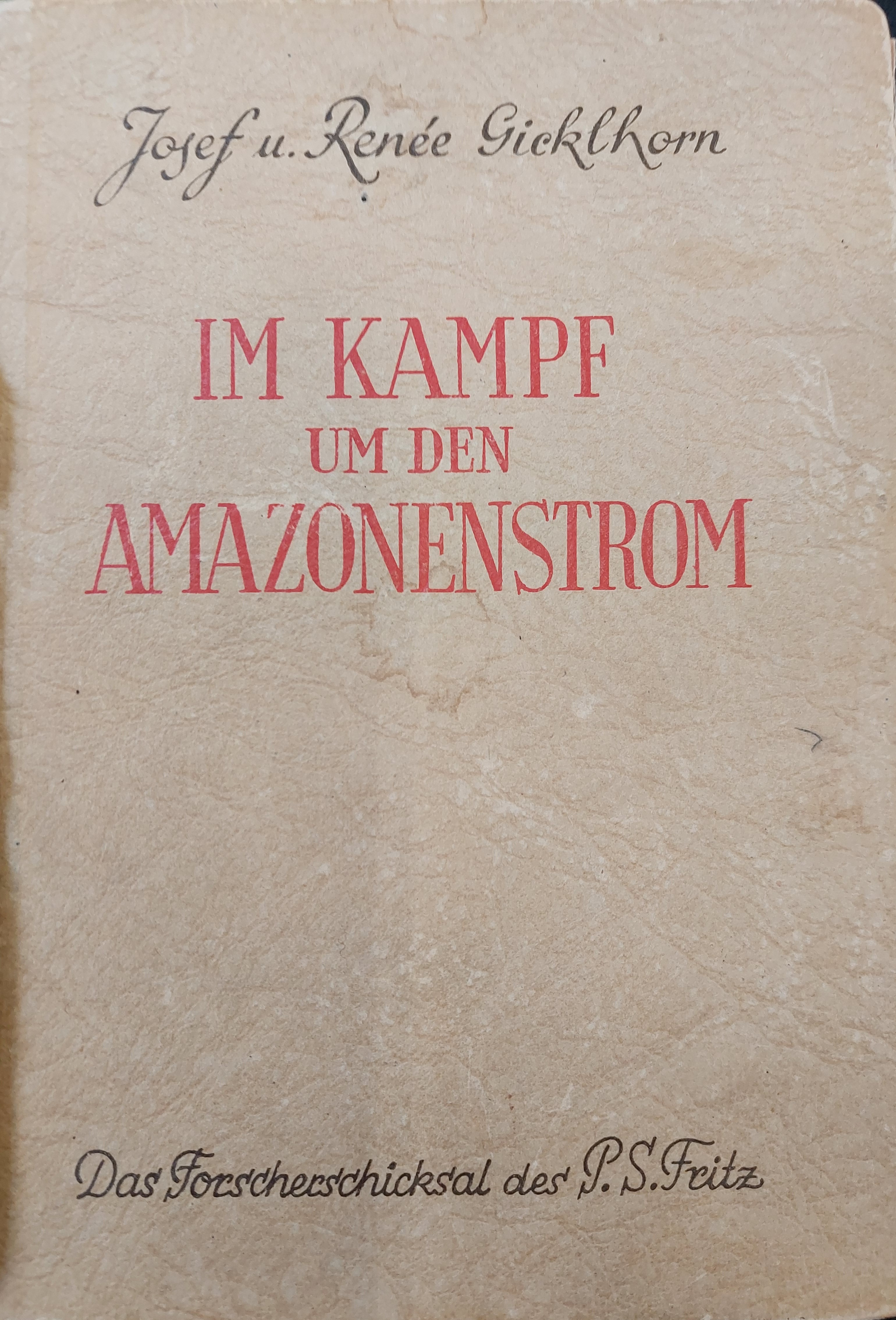
Josef und Renée Gicklhorn (1943)